# Шевченково (Бурынский район)
Шевченково (укр. Шевченкове) — село,
Гвинтовский сельский совет,
Бурынский район,
Сумская область,
Украина.
Код КОАТУУ — 5920982404. Население по переписи 2001 года составляло 28 человек .

## Географическое положение
Село Шевченково находится на расстоянии в 3 км от левого берега реки Сейм.
На расстоянии в 2 км расположено село Гвинтовое.
Около села большой массив ирригационных каналов.
К селу примыкает небольшой лесной массив.